# David Gray (Snookerspieler)
David Gray (* 9. Februar 1979) ist ein ehemaliger englischer Snookerspieler aus London, der zwischen 1996 und 2010 Profispieler war. In dieser Zeit gewann er das Merseyside Professional 1996, die Benson and Hedges Championship 1998 und die Scottish Open 2003 und erreichte Platz 12 der Snookerweltrangliste.

## Karriere
Grays Cousin Paul Foreman versuchte sich ungefähr zur selben Zeit als Snookerspieler, hatte aber weitaus weniger Erfolg als Gray. Gray machte erstmals auf sich aufmerksam, als er das Achtelfinale des Junioren-Wettbewerbes beim World Masters 1991 erreichte. Nach dem Gewinn des englischen Vize-U17-Meistertitels nahm Gray ab 1993 an der English Amateur Championship teil. 1994 unterlag er knapp Quinten Hann im Endspiel der U21-Weltmeisterschaft, ehe er 1995 ins Finale der English Amateur Championship einzog und sich dort gegen Paul Hunter zum britischen Meister kürte. Zu diesem Zeitpunkt war Gray der jüngste Spieler, dem dies gelungen war. Im selben Jahr erreichte er das Viertelfinale der U21-Weltmeisterschaft, das Halbfinale der Amateurweltmeisterschaft und das Endspiel der Europameisterschaft, das er knapp gegen David Lilley verlor.
Zur Saison 1996/97 wurde Gray Profispieler. Schnell erzielte er erste wichtige Erfolge, darunter die Teilnahme an der Runde der letzten 32 der UK Championship und eine Achtelfinalteilnahme bei den German Open. Darüber hinaus gewann er mit dem Merseyside Professional direkt in seiner Debütsaison ein erstes Profiturnier, welches aber im Gegensatz zu den anderen beiden genannten Turnieren keinen Einfluss auf die Weltrangliste hatte. Auf dieser wurde er nach einer Spielzeit bereits auf Platz 152 geführt. Dadurch musste Gray zwar seinen Profistatus bei der WPBSA Qualifying School verteidigen, dies gelang ihm aber. In den nächsten drei Jahren etablierte sich Gray als regelmäßiger Hauptrundenteilnehmer. Zu den besten Ergebnissen dieses Trienniums gehörte eine Achtelfinalteilnahme bei der Snookerweltmeisterschaft 2000 und der Sieg bei der Benson and Hedges Championship 1998. Dadurch qualifizierte er sich für das Masters 1999, eines der wichtigsten und exklusivsten Turniere der Profitour, verlor aber gegen James Wattana sein Auftaktspiel. Zu dieser etablierte sich Gray auch in den Top 64 der Weltrangliste.
Bei im Generellen weiterhin guter Form stieg Gray binnen der nächsten drei Jahre in die Weltspitze auf. Grund dafür war der Sieg bei den Scottish Open 2003, ein Turnier mit Einfluss auf die Weltrangliste. Gray hatte bereits bei der Ausgabe 2002 das Endspiel erreicht, damals aber noch verloren. Mitte 2003 belegte Gray Platz 12 der Weltrangliste. Die folgenden drei Spielzeiten gehörte Gray weiterhin zur erweiterten Weltspitze. Diesen Status bewies er mit Viertelfinalteilnahmen bei der Snookerweltmeisterschaft 2004 und beim Grand Prix und mit der Finalteilnahme bei der UK Championship 2004, dem zweitwichtigsten Ranglistenturnier der Tour. Gray verpasste aber den Eintrag in die Geschichtsbücher, als er deutlich gegen Stephen Maguire unterlag. Während des Turnieres hatte er zudem sein erstes Maximum Break gespielt. In dieser Zeit wurde der Engländer stets in den Top 25 geführt. Danach verschlechterte sich seine Form aber immer mehr; gute Ergebnisse gelangen ihm meistens nur noch beim Masters Qualifying Event, das aber keinen Einfluss auf die Weltrangliste hatte. Binnen vier Jahren stürzte er auf Rang 79 ab, wodurch er seinen Profistatus verlor. Bereits 2009 hatte er eigentlich seinen Profistatus verloren, konnte aber den endgültigen Verlust dank einer Wildcard der World Professional Billiards & Snooker Association aufschieben. Im Oktober 2009 sorgte er darüber hinaus für Wirbel, als er im Rahmen einer Reise nach Thailand bewusstlos und nur spärlich bekleidet in einem Gebüsch in Pattaya gefunden wurde. Seine Managementfirma 110sport vermutete eine Trunkenheit als Ursache.
Bis 2013 versuchte Gray, sich für die Profitour wieder zu qualifizieren. Meistens nutzte er dabei die Q School als Mittel zum Zweck, wobei er zweimal erst im entscheidenden Spiel verlor. Darüber hinaus nahm er auch mehrfach an Events der Players Tour Championship teil, wobei er bei den FFB Snooker Open 2012 bis ins Achtelfinale kam. Bei einem anderen PTC-Event gelang ihm zudem ein zweites 147er-Break. Dieses Ergebnis reichte aber nicht fürs Erreichen einer der Qualifikationsplätze aus. 2012 und 2013 versuchte Lilley beim Snookerbacker sein Glück, ein recht wichtiges englisches Amateurturnier, das er 2013 auch gewann. Im selben Jahr verpasste er den erneuten Einzug ins Endspiel der English Amateur Championship nur wegen einer Niederlage gegen Ben Harrison im entscheidenden Qualifikationsspiel.
Clive Everton urteilte 2009, dass Gray wegen eines „diszplinlose[n] Lebensstil[s]“ größtenteils sein angeborenes Talent nicht in Erfolge habe ummünzen können. Während seiner Karriere trainierte Gray regelmäßig zusammen mit Jimmy White.

## Erfolge
| Ausgang         | Jahr   | Turnier                              | Finalgegner     | Ergebnis |
| --------------- | ------ | ------------------------------------ | --------------- | -------- |
| Amateurturniere |        |                                      |                 |          |
| Zweiter         | 1993   | Englische U17-Meisterschaft          | Alfie Burden    | 2:5      |
| Zweiter         | 1994   | IBSF U21-Snookerweltmeisterschaft    | Quinten Hann    | 10:11    |
| Sieger          | 1995   | English Amateur Championship – South | Gary Farino     | 5:1      |
| Sieger          | 1995   | English Amateur Championship         | Paul Hunter     | 8:7      |
| Zweiter         | 1995   | EBSA-Snookereuropameisterschaft      | David Lilley    | 7:8      |
| Zweiter         | 2011/2 | Q School                             | Li Yan          | 1:4      |
| Zweiter         | 2011/3 | Q School                             | Adam Duffy      | 2:4      |
| Sieger          | 2013   | Snookerbacker – Grand Finals         | Kyren Wilson    | 4:2      |
| Zweiter         | 2013   | English Amateur Championship – South | Ben Harrison    | 5:8      |
| Profiturniere   |        |                                      |                 |          |
| Sieger          | 1996   | Merseyside Professional              | Paul Sweeny     | 5:2      |
| Sieger          | 1997   | WPBSA Qualifying School – Event 3    | Jason Wallace   | 5:3      |
| Sieger          | 1998   | Benson and Hedges Championship       | Dave Harold     | 9:6      |
| Zweiter         | 2002   | Scottish Open                        | Stephen Lee     | 2:9      |
| Sieger          | 2003   | Scottish Open                        | Mark Selby      | 9:7      |
| Zweiter         | 2004   | UK Championship                      | Stephen Maguire | 1:10     |